# 敦義門

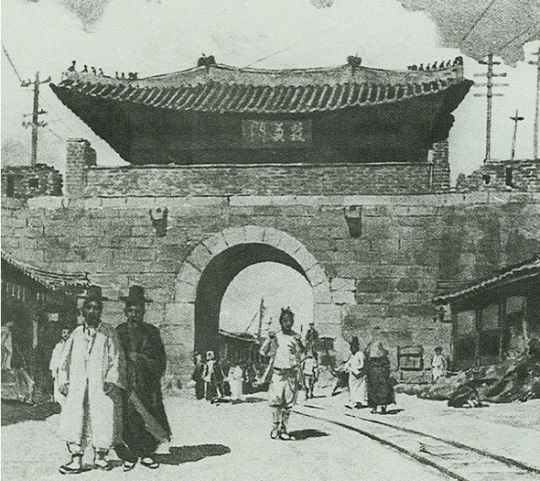
撤去前の姿

敦義門（とんぎもん、朝鮮語: 돈의문、敦義門 、朝鮮語読み：トニムン）は、朝鮮半島の漢陽（現在のソウル）にあった城門。別名として西大門 (서대문) 、塞門 (새문) 、新門 (신문) がある。

## 概要
崇礼門（南）、粛靖門（北）、興仁之門（東）と並ぶ漢城（朝鮮王朝時代のソウル）の四大門の一つ。高さ、幅ともに12m程度であった。
後に、門の下を路面電車が経由したが、日韓併合後の1915年（大正4年）に軌道の複線化にあたり支障となることから、敦義門は解体撤去された。以来、四大門では唯一現存しない門となり、現物として残るのは国立古宮博物館に所蔵された扁額のみとなっている。
2013年に復元を予定していたが、多額の費用がかかることから、2016年に計画の白紙化が発表された。その後ソウル市は、実物を復元する代わりに、VR技術を使ったデジタル復元を行うことになり、2019年に公開された。

## 遺品
- 敦義門扁額（国立古宮博物館蔵）

## 参考資料
- 関野貞「朝鮮半島の建築と芸術」
- 中央日報2009年10月22日付